# Герб Тирани
Герб Тирани — офіційний геральдичний символ міста Тирани, столиці Албанії.

## Опис та символізм

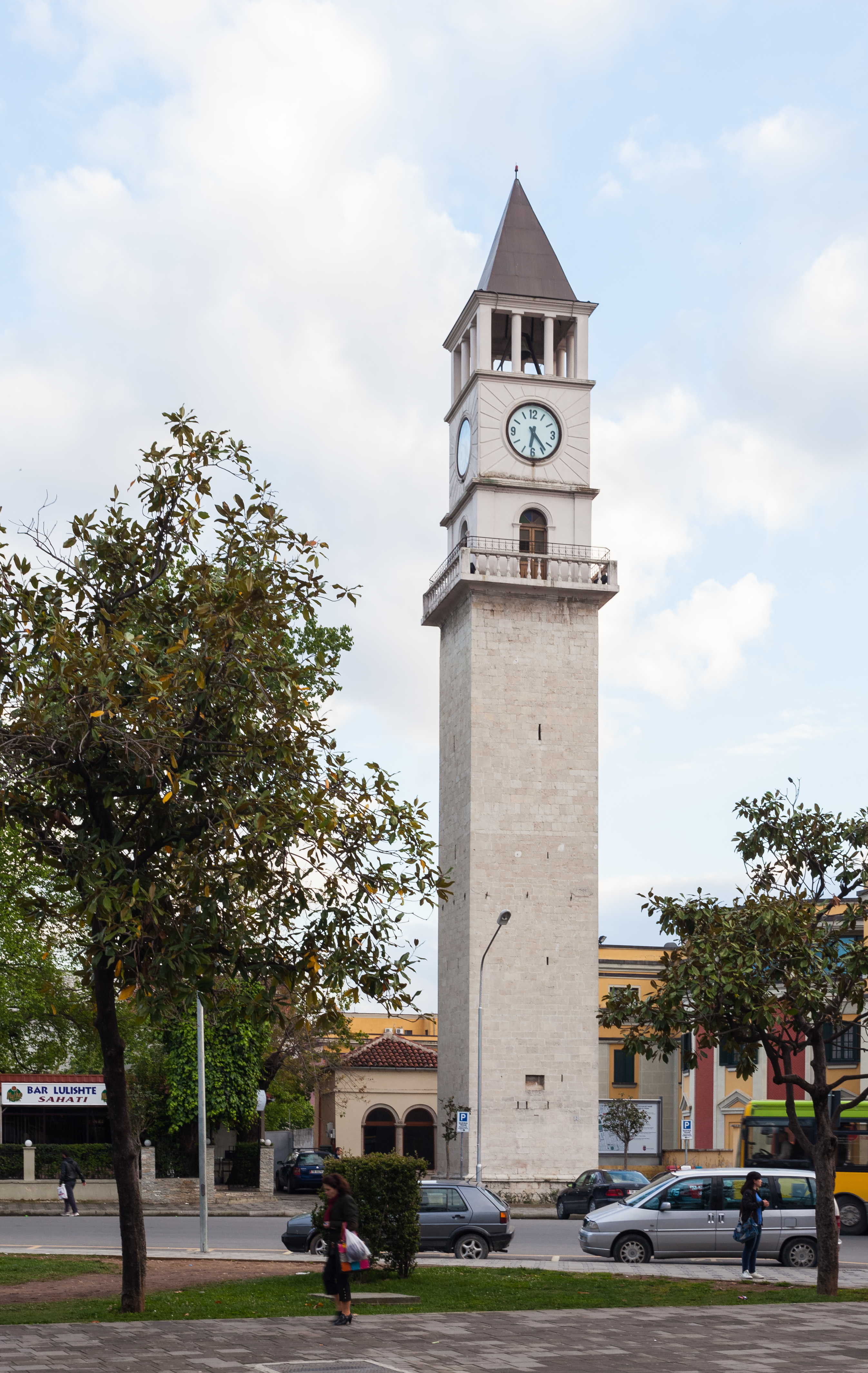
Годинникова вежа в Тирані

Герб Тирани є геральдичним щитом нетрадиційної французької форми, вертикально розділеним на дві рівні частини, права з яких забарвлена червоним, ліва — лазурним. На червоному полі розміщено зображення срібної (білої) вежі з годинником — відомої пам'ятки міста, зведеної у XIX столітті. На лазурному полі зображено стилізовану фігуру срібного вовка, який стоїть на задніх лапах і тримає в передній лапі золоту лілію. Зображення вовка перетинає червона перев'язь з двома срібними восьмикінцевими зірками.
Вовк у народних балканських легендах постає, як символ суворої, але мудрої та справедливої влади, яка піклується про свій народ. Французька лілія слугує нагадуванням про підпорядкування частини албанських земель сицилійським королям, що мало місце до середини XIV століття.
Герб увінчаний трипроменевою короною з вежами срібного кольору, що символізує столичний статус міста.
Міський герб було офіційно затверджено 2001 року. Таким чином Тирана є останньою серед європейських столиць, яка отримала свій власний герб.